# Grattacielo Singer
Il grattacielo Singer (in inglese Singer Building) è stato un grattacielo di New York situato nel distretto di Manhattan. È stato costruito tra il 1906 e il 1908 come sede della Singer Corporation ed è stato demolito nel 1968, per essere rimpiazzato dal più capiente U.S. Steel Building, dopo un fallito tentativo di farlo diventare historical landmark.

## Storia
Con i suoi 187 metri e 47 piani è stato l'edificio più alto del mondo dalla costruzione al 1909, quando gli soffiò il titolo il Metropolitan Life Insurance Company Tower. Costruito per essere occupato dagli uffici della azienda Singer Corporation rimase l'edificio più alto del mondo per soli 2 anni. Nel 1961 la Singer vendette l'edificio ad una società privata e si trasferì al più nuovo Rockefeller Center. Nel 1966 la città di New York decise che ormai l'edificio era troppo obsoleto e andava sostituito con un grattacielo più funzionale. 
Nel 1967 si avviò al demolizione contro il parere dei newyorkesi che lo consideravano ormai parte integrante della città e cercarono addirittura di farlo diventare un "historical landmark" pur di non farlo demolire. Tutti i loro sforzi però furono inutili, poiché la richiesta venne respinta e l'edificio fu demolito nel 1968. 
L'anno seguente cominciò la costruzione del One Liberty Plaza, inaugurato nel 1973 e che ancora oggi si erge nello stesso punto in cui si trovava il Singer.

## Galleria d'immagini

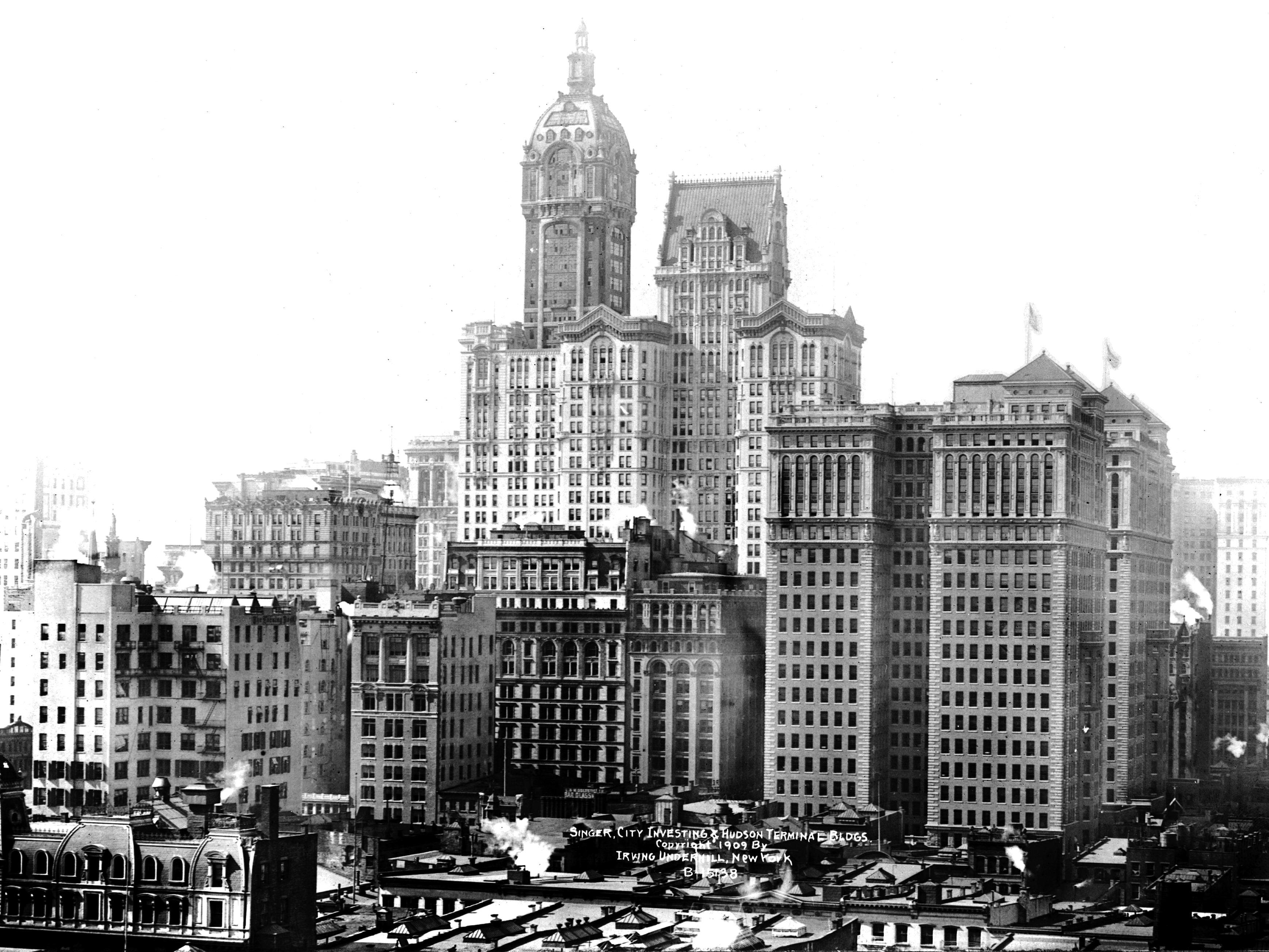
Il grattiacielo visto dal porto sul fiume Hudson
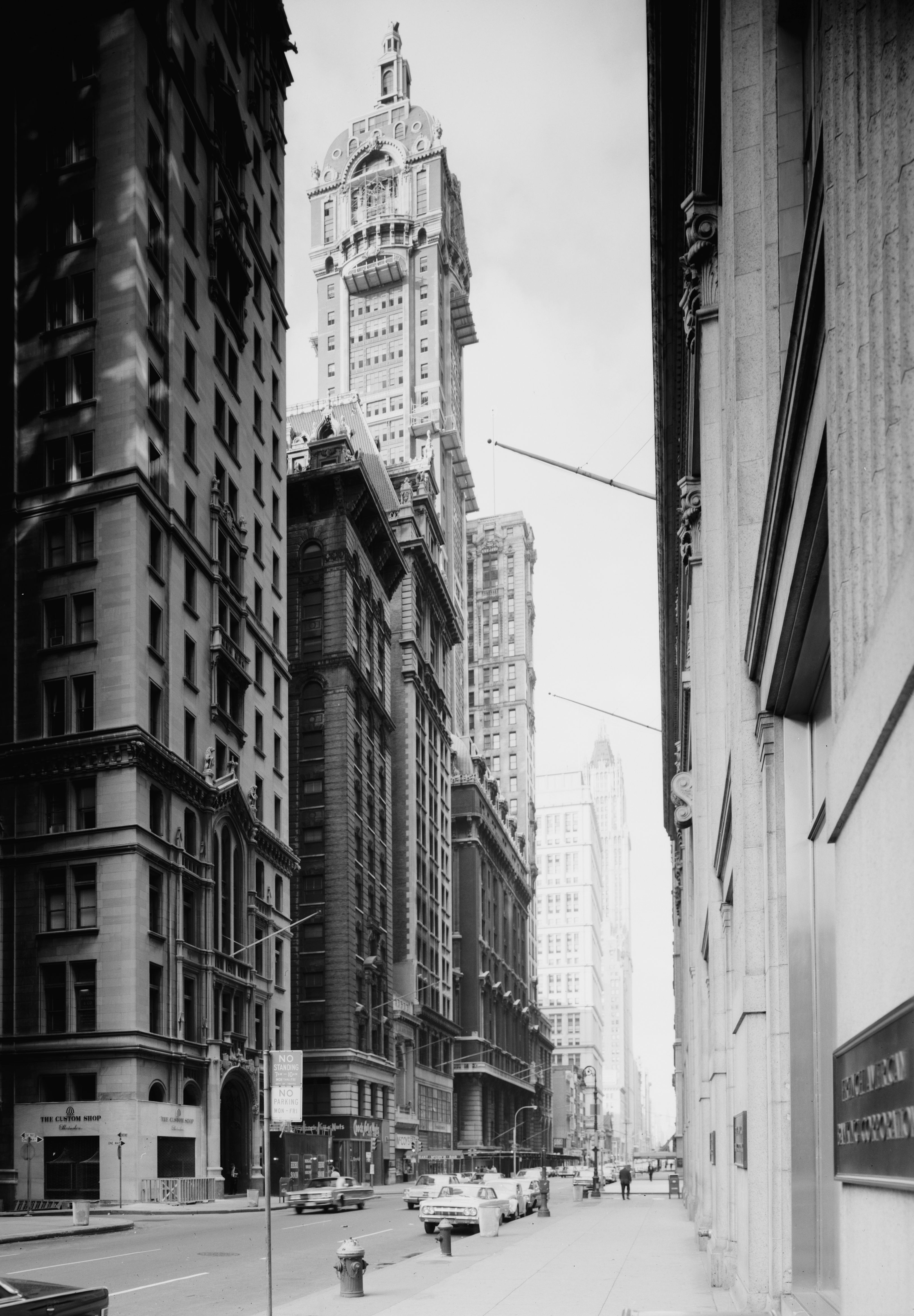
L'edificio visto da Broadway
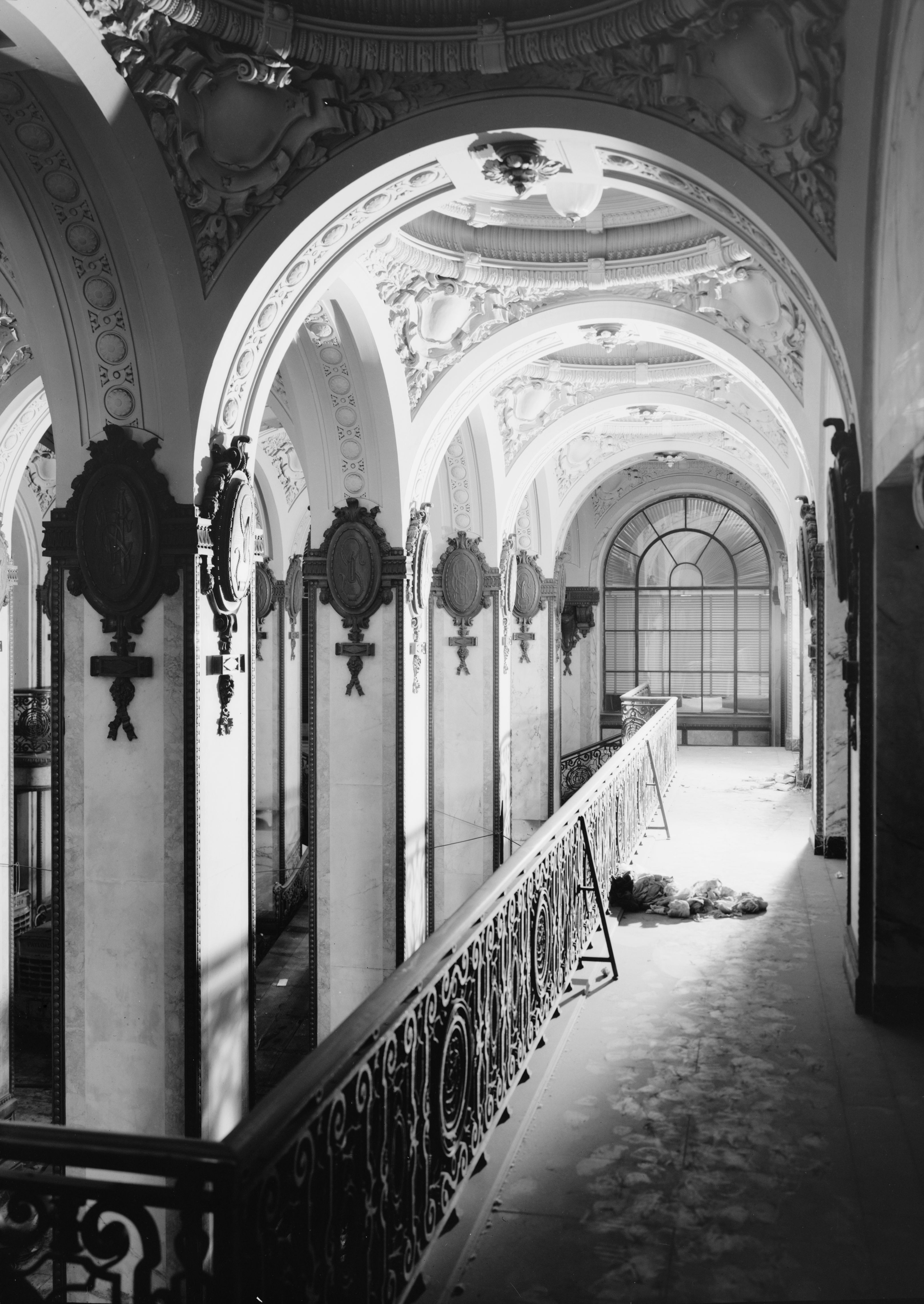
L'interno prima della demolizione